# Westland Wapiti
Westland Wapiti là một loại máy bay đa dụng quân sự hai chỗ của Anh, nó là máy bay hai tầng cánh có một động cơ. Do hãng Westland Aircraft Works thiết kế chế tạo trong thập niên 1920, nhằm thay thế cho loại Airco DH.9A trong biên chế Không quân Hoàng gia.

## Quốc gia sử dụng

### Quân sự
Úc
- Không quân Hoàng gia Australia

 Canada
- Không quân Hoàng gia Canada

 Đài Loan
- Không quân Cộng hòa Trung Hoa

Ấn Độ
- Không quân Hoàng gia Ấn Độ[2]

 South Africa
- Không quân Nam Phi

 Anh Quốc
- Không quân Hoàng gia

## Biến thể

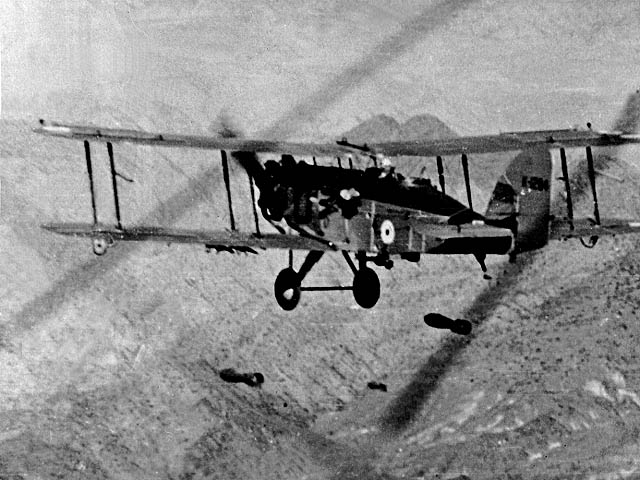

- Wapiti I
- Wapiti IA
- Wapiti IB
- Wapiti II
- Wapiti IIA
- Wapiti III
- Wapiti IV
- Wapiti V
- Wapiti VI
- Wapiti VII
- Wapiti VIII

## Tính năng kỹ chiến thuật (Wapiti IIA)
Dữ liệu lấy từ The British Bomber since 1914
Đặc điểm tổng quát
- Tổ lái: 2
- Chiều dài: 31 ft 8in (9,65 m)
- Sải cánh: 46 ft 5 in (14,15 m)
- Chiều cao: 13 ft (3,96 m)
- Diện tích cánh: 488 ft² (45 m²)
- Trọng lượng rỗng: 3810 lb (1732 kg)
- Trọng lượng có tải: 5410 lb (2459 kg)
- Động cơ: 1 × Bristol Jupiter VI, 420 hp (313 kW)

 Hiệu suất bay 
- Vận tốc cực đại: 112 knot (129 mph, 208 km/h) trên độ cao 6500ft (1980 m)
- Vận tốc hành trình: 96 knot (110 mph,[4] 177 km/h)
- Tầm bay: 313 nm (360 mi, 580 km)
- Trần bay: 18.800 ft (5730 m)
- Vận tốc leo cao: 1140 ft/phút [5] (5,8 m/s)
- Tải trên cánh: 11,1 lb/ft² (57,9 kg/m²)
- Công suất/trọng lượng: 0,0776 hp/lb (0,127 kW/kg)
- Lên độ cao 10.000 ft: 15 phút

Trang bị vũ khí

- Súng: 1 súng máy Vickers 0.303 inch và 1 súng máy Lewis
- Bom: 580 lb bom